# 焰 (U2の曲)
「焰」（ほのお、The Unforgettable Fire）は、U2の同名アルバムからの2枚目のシングル。U2のシングルとして初めてアイルランド・チャート1位を記録した曲である。

## 解説
「The Unforgettable Fire」のレコーディングに入る前、エッジがブロンディのジミー・デストリとセッションした時に、「Be There」（未発表曲）や「Endless Deep」と一緒に書いた曲。当初はサウンドトラック向けでU2に相応しくないと考えていたが、Warツアーが終わり、アイルランドに戻った後、ボノと2人でドラムマシンとシンセサイザーを使って手を加え、さらにアダムとラリーも加わって、曲の原型を作った。歌詞は、シカゴ平和博物館で見た広島・長崎の原爆被爆者が描いた絵に触発されたボノが、Warツアーで来日中、宿泊先の京王プラザホテルの窓の外から東京の夜景を眺めながら書いたものである。ちなみに、アルバムのタイトルが「The Unforgettable Fire」と決まった後にこの曲を書き、相応しいタイトルを考えた挙句、タイトル曲になった。ボノは、この曲の歌詞もスケッチ風と評している。
レコーディングの際は、ギターの音入れに苦労したが、結局、ジャズミュージシャンで「ユーロビジョン・ソング・コンテスト」のRTEオーケストラの指揮者だったノエル・ケレハンの力を借りて、アンビエント風なものになった。当初はもっと激しい曲調だったが、最終的に今の形に落ち着いたのだという。エッジはこの曲についてクラシック音楽のような曲と述べている。
ちなみに、曲が始まって4～7秒のところでラリーがスティックを叩いた後、「糞」と呟き、22秒あたりからドラムを再開する音が聞こえる。「ザ・ベスト・オブU2 1980-1990」に収録された際も訂正されていない。

## B面

### Love Comes Tumbling
場違いな感じの甘い（そして暗い）ラブソングである。

### The Three Sunrises
ニール・マコーミックがU2のアウトテイクで最高のものの一つと評する曲。たしかにいい曲だが、アルバムの雰囲気と合わないためにB面に回された。エッジのギターはナイジェリアのミュージシャンKing Sunny Adeに影響を受けているとのこと。

### Sixty Seconds in Kingdom Come
埋草のようなインスト曲。

### Bass Trap
イーノ色の濃いインスト曲。エッジはフィリップ・グラス風と評している。

## 収録曲

### 7インチ・シングル（UK盤）
1. "The Unforgettable Fire"
2. "A Sort of Homecoming" (Live from Wembley)"

### 7インチ・シングル（オーストラリア、ニュージーランド盤）
1. "The Unforgettable Fire"
2. "MLK"

### 2×7インチ・シングル（アイルランド、UK盤）
1. "The Unforgettable Fire"
2. "A Sort of Homecoming" (Live from Wembley)"
3. "Love Comes Tumbling"
4. "The Three Sunrises"
5. "Sixty Seconds in Kingdom Come"

### 12インチ・シングル（ドイツ、カナダ盤）
1. "The Three Sunrises"
2. "The Unforgettable Fire"
3. "A Sort of Homecoming" (Live from Wembley)
4. "Love Comes Tumbling"
5. "Bass Trap"

### 12インチ・シングル（オーストラリア盤）
1. "The Three Sunrises"
2. "The Unforgettable Fire"
3. "A Sort of Homecoming" (Live from Wembley)
4. "Love Comes Tumbling(Alternate Version)"
5. "Bass Trap"

## PV
監督はメイアート・エイヴィス。80年代のU2のPVでもっとも映像的に凝ったものの1つ。

## カバー
- List of covers of U2 songs - The Unforgettable Fire

## 評価

### イヤーオブ
- 1985年ホットプレス読者が選ぶ年間ベストアイリッシュシングル第１位[3]

### オールタイム
- 1989年ラジオヴェロニカ（オランダ）が選ぶオールタイムベスト500第104位[4]
- 2009年ラジオヴェロニカ（オランダ）が選ぶ80年代ベストソング100第30位[5]